# Skowronki (Radochów)
Skowronki (Kolonia Radochów) (niem. Lerchenfeld) – osada wsi Radochów w Polsce w województwie dolnośląskim, w powiecie kłodzkim, w gminie Lądek-Zdrój, w górach Krowiarkach.

## Położenie
Skowronki to mała, rozproszona osada Radochowa leżąca u północno-zachodniego podnóża Siniaka, na krawędzi Doliny Białej Lądeckiej, na wysokości około 440–460 m n.p.m.

## Podział administracyjny
W latach 1975–1998 osada administracyjnie należała do województwa wałbrzyskiego.

## Historia
Skowronki powstały prawdopodobnie pod koniec XIX wieku jako kolonia Radochowa, nigdy nie były samodzielną wsią i nie rozwinęły się. Na początku XX wieku było tutaj tylko osiem zagród. Po 1945 roku miejscowość pozostała częścią Radochowa, jej odrębna nazwa obecnie zanika.